# Chikyū
Die Chikyū ist ein unter der Flagge von Japan fahrendes, zu Forschungszwecken eingesetztes Bohrschiff. Betreiber ist das Center of Deep Earth Exploration (CDEX) in Zusammenarbeit mit Japan Agency for Marine-Earth Science and Technology (JAMSTEC).

## Technik und Ausstattung

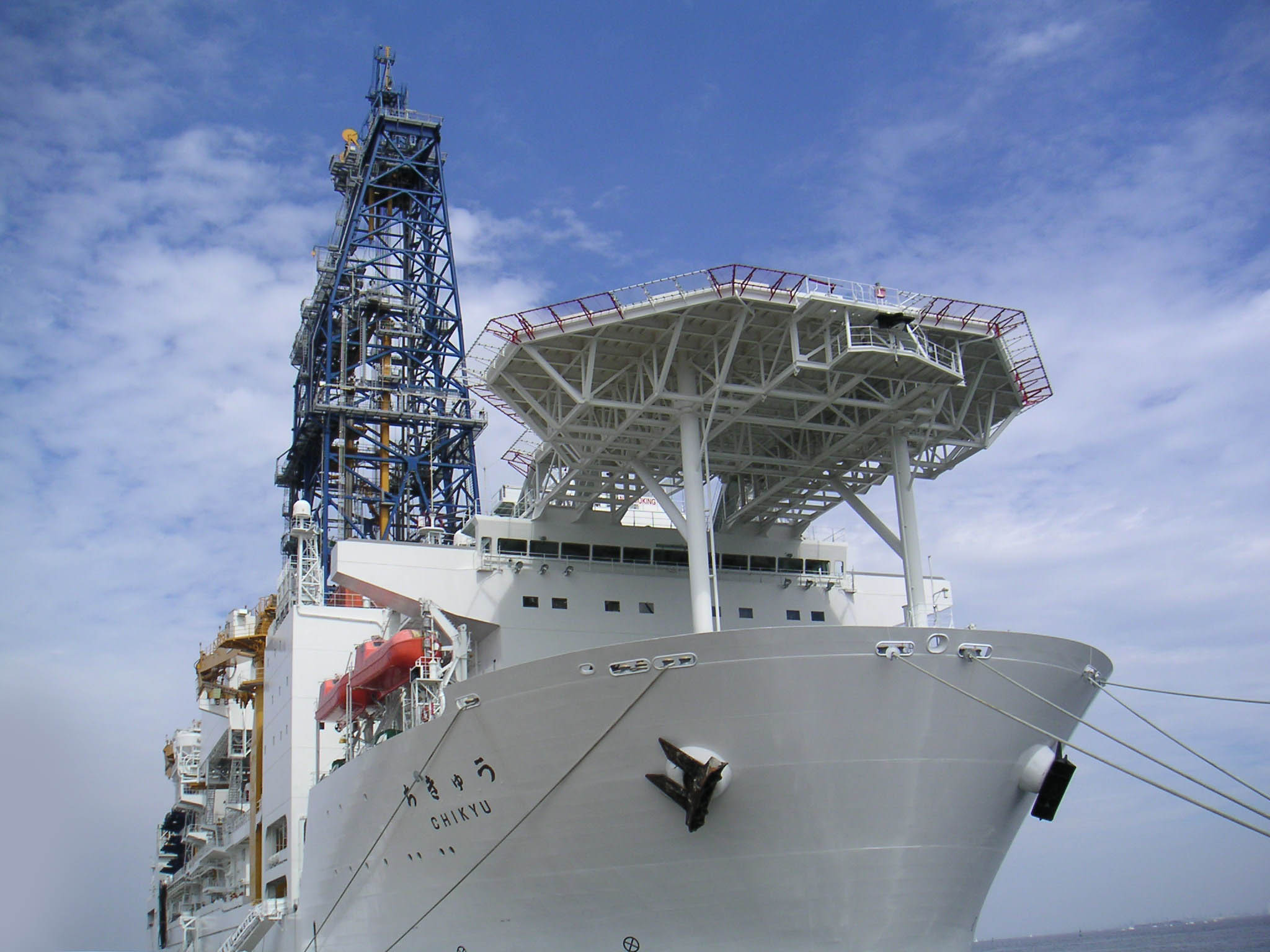
Chikyū von vorne

Der Antrieb erfolgt dieselelektrisch durch sechs Elektromotoren mit jeweils 4.200 kW Leistung angetriebenen Propellergondeln mit Festpropeller. Drei Propellergondeln befinden sich am Heck des Schiffes, drei weitere im Bugbereich. Alle sechs Antriebe sind um 360° drehbar. Zusätzlich steht eine ebenfalls elektrisch angetriebene Querstrahlsteueranlage mit 2.550 kW Leistung zur Verfügung.
Für die Stromerzeugung stehen sechs von Mitsui-Dieselmotoren (Typ: 12ADD30V) mit jeweils 5.270 kW Leistung angetriebene Generatoren mit 6.250 kVA Scheinleistung sowie zwei von Mitsui-Dieselmotoren (Typ: 6ADD30V) mit jeweils 2.640 kW Leistung angetriebene Hilfsgeneratoren mit 3.125 kVA Scheinleistung zur Verfügung. Der Notgenerator wird von einem Mitsubishi-Dieselmotor mit 600 kW angetrieben und verfügt über 700 kVA Scheinleistung.
Im vorderen Bereich des Schiffes befindet sich eine Hubschrauberplattform. Markant ist auch der 130 m hohe, voluminöse Bohrturm, der der Manipulation von Bohr- und Hüllrohren und mitunter auch dem Bohrantrieb dient.
Mittels eines Systems zur dynamischen Positionierung (DP) kann die Chikyū auch unter widrigen Umweltbedingungen – gegen Wind, Wellengang und Meeresströmung – ihre Position halten.
In der Mitte des Rumpfs befindet sich ein Schacht, durch den Bohrgestänge, Hüllrohre, Steigrohr, Blow Out Preventer abgelassen werden.
Der Rumpf des Schiffes ist eisverstärkt (Eisklasse IB).
Die Chikyū hat eine Reichweite von über 14.800 Seemeilen. Es kann in bis zu 2.500 m tiefem Wasser eingesetzt werden.
An Bord des Schiffes können bis zu 200 Personen untergebracht werden.

## Ziele der Forschung
Über ein mehrstufiges Bohrverfahren, zuletzt unter Einsatz von Bohrschlamm, der über ein Steigrohr wieder bis zum Schiff hochgeführt und nach Abscheiden von Bohrgut recycliert wird, soll es gelingen, 7.000 m tief in den Meeresboden einzudringen, um damit die vergleichsweise dünne ozeanische Erdkruste zu durchdringen.
Bohrkerne werden gewonnen, in 1,5 m lange Stücke geteilt und längs aufgeschnitten. Optische, magnetische und chemische Untersuchungen werden durchgeführt, materielle Probenstücke entnommen und die Bohrkerne gekühlt gelagert.
Ein Ziel der Forschung unter internationaler Beteiligung von Geologen, Geochemiker, Geophysiker und Geopaläontologen ist eine präzise Erdbebenvoraussage, die bis dato nicht möglich ist. Nebst der Untersuchung der Bohrkerne werden Sensoren im Bohrloch hinterlassen, welche seismische Aktivitäten und die Temperatur aufzeichnen.
Ein weiteres Ziel ist die Erforschung der Methanhydrate als mögliche zukünftige fossile Energiequelle für Japan.